# NHKおはようサンデー
『NHKおはようサンデー』（エヌエイチケイ- ）は、NHK総合テレビジョンで1990年4月8日から1991年3月31日まで放送された報道番組・情報番組である。

## 概要
この番組が放送開始される前の総合テレビの日曜日7時からのニュースは、平日のようにタイトルを付けたワイド形式での放送ではなかったので、日曜日初の早朝ワイドニュース番組 ( - 7時45分) として放送された。
キャスターはアナウンサーの宮川泰夫とタレントの松本友里の2人が務めた。気象情報は倉嶋厚が担当した。キャッチフレーズは「日曜の朝、さわやかニュースライブ」。宮川は「ニュースライブ」担当で、松本は「さわやか」担当でニュース以外の特集コーナーの進行を行った。
番組は1991年4月から『NHKモーニングワイドサンデー』としてリニューアルされる事になり、放送終了した。

## コーナー
- 列島中継
- ウィークリーハイライト
- ビッグインタビュー
- 気象歳時記
- ワールドウォッチング
- この人この視点